# Tecuanapam
Tecuanapam är en ort i Mexiko.   Den ligger i kommunen Santa María Teopoxco och delstaten Oaxaca, i den sydöstra delen av landet, 270 km sydost om huvudstaden Mexico City. Tecuanapam ligger 1 892 meter över havet och antalet invånare är 540.
Terrängen runt Tecuanapam är kuperad åt nordost, men åt sydväst är den bergig. Terrängen runt Tecuanapam sluttar österut. Runt Tecuanapam är det ganska tätbefolkat, med 144 invånare per kvadratkilometer. Närmaste större samhälle är Teotitlán de Flores Magón, 12,1 km väster om Tecuanapam. Omgivningarna runt Tecuanapam är en mosaik av jordbruksmark och naturlig växtlighet.